# Данильцево (Ярославская область)
Данильцево — деревня в Большесельском сельском поселении Большесельского района Ярославской области.

## Население
По данным статистического сборника «Сельские населенные пункты Ярославской области на 1 января 2007 года», в деревне Данильцево не числится постоянных жителей.

## География
Деревня расположена в юго-восточной части района, в верхнем течении реки Юхоть. Она расположена на возвышенности, разделяющей два небольших левый притока Юхоти: Хоравка протекает к югу от Данильцево, а Козинка — к северу. В 2 км к западу на том же водоразделе стоят три деревни Алексеево, Байково, Бакунино. К югу от Данильцево на противоположном берегу Хоравки стоит деревня Овсецовка. В 1 км к северу на другом берегу Козинки стоит деревня Лихинино, а в 2 км к востоку за рекой Хоравка на левом берегу Юхоти Климатино.